# Oryzias timorensis
Oryzias timorensis ist ein Süßwasserfisch aus der Familie der Reisfische (Adrianichthyidae), der auf dem südostasiatischen Timor endemisch vorkommt. Terra typica ist der Fluss Talau im nördlichen Zentrum der Insel, ein Grenzfluss zwischen Indonesien und Osttimor. Sein Verbreitungsgebiet ist das am weitesten östlich gelegene von allen Reisfischen. Laut der IUCN ist dieser Fisch vom Aussterben bedroht, möglicherweise sogar schon ausgestorben, weil weniger als 10 Exemplare bisher beobachtet werden konnten, das letzte Mal im Jahr 1911.

## Merkmale
Oryzias timorensis ist ein relativ kleiner Reisfisch und erreicht eine Standardlänge von 3 bis 3,5 cm. Der Körper ist mit Cycloidschuppen bedeckt und seitlich abgeflacht. Die Körperhöhe beträgt 21 bis 24 % der Standardlänge, die Kopflänge 27 bis 30 % der Standardlänge. Das Maul ist endständig mit gleich langen Kiefern oder einem leicht überstehenden Unterkiefer. Die kleinen bis mittelgroßen Augen reichen bis zur Kopfoberseite. Die Schwanzflosse ist spatenförmig, die Rückenflosse steht relativ weit vorne. Die Männchen lassen sich von den Weibchen anhand ihrer filamentös verlängerten Rücken- und Afterflossenstrahlen unterscheiden.
Oryzias timorensis hat einen durchscheinenden Körper mit einigen senkrechten, dunkelbraunen bis schwarzen Bändern an den Körperseiten, einen undeutlichen schwarzen Strich von der Kopfoberseite bis zum Beginn der Rückenflosse, eine schwarze Linie auf der Mitte der Körperseiten vom Kopf bis zur Schwanzflossenbasis, wo er in einem schwarzen Fleck endet, und einen schwachen schwarzen Strich entlang der Afterflossenbasis. Der Kiemendeckel ist silbrig. Das Peritoneum der Weibchen ist eher rechteckig, das der Männchen kleiner, annähernd dreieckig und silbrig. 
- Flossenformel: Dorsale 9–10, Anale 17–19, Ventrale 6, Pectorale 10–11.
- Schuppenformel: mLR 31–34.